# Кузьмин, Василий Иванович
Васи́лий Ива́нович Кузьми́н (1851 — после 1924) — русский хирург, профессор  Московского и Казанского университетов.

## Биография
Родился 28 мая (9 июня) 1851 года. Происходил из мещан. 
В 1869 году, после окончания Нижегородского дворянского института, поступил в Петербургскую медико-хирургическую академию, которую окончил в 1875 году с отличием и званием лекаря. Получил премию Буша и с 1 февраля 1876 года был оставлен при академии на 3 года ординатором хирургического отделения профессора Н. В. Склифосовского в клиническом военном госпитале. Был хирургом во время сербско-турецкой войны, а затем — в русско-турецкую войну.
С 21 октября 1878 года был ассистентом Михайловской клинической больницы баронета Виллие, которой заведовал Склифосовский. Был 4 июня 1879 года в звании доктора медицины за диссертацию: «Огнестрельные раны коленного сустава и сопровождающие их паталого-анатомические изменения гиалинового хряща» (СПб.: тип. Я. Трея, 1879).
С переходом Склифосовского в Московский университет, Кузьмин также перешёл сверхштатным ординатором в Московскую хирургическую клинику (с 16.10.1880 по 16.10.1883); 13 февраля 1881 года был утверждён в звании приват-доцента кафедры хирургии Московского университета и 1 сентября был командирован на 2 года за границу — занимался в Вене и Берлине.
С 14 сентября 1883 года — старший врач Московского воспитательного дома.
В 1885 году, 25 мая, был утверждён экстраординарным профессором кафедры госпитальной хирургии при Московском университете; с 1891 года — директор госпитальной клиники. Курс хирургической патологии и терапии для врачей и студентов, читавшийся В. И. Кузьминым, был издан в 6 томах: Москва : тип. А. А. Карцева, 1886—1890. Состоял секретарём Московского хирургического общества.
С 18 октября 1893 года был назначен экстраординарным профессором Казанского университета по кафедре госпитальной хирургии, с 1 декабря 1894 года — ординарный профессор; 23 декабря 1896 года уволился со службы «вследствие тяжкой и неизлечимой болезни». В последние годы жизни практиковал как врач и содержал частную хирургическую лечебницу в Москве.
В. И. Кузьмин считался прекрасным знатоком патологической анатомии и среди его работ немало относится к этой области. Им напечатано 36 работ на русском, немецком и французском языках, в числе которых имеется «Курс хирургической патологии и терапии для врачей и студентов», переводы руководства Жамена и Терье (с французского) и Альберта с немецкого.
Умер после 1924 года.